# Teorie rozlišování veřejného a soukromého práva
Teorie rozlišování veřejného a soukromého práva byly vytvořeny právní vědou a jsou pro rozlišování mezi právem veřejným a právem soukromým užitečné, sama o sobě však není žádná z nich natolik spolehlivá, aby vždy dokázala poskytnout odpověď na položenou otázku v každém konkrétním případě. Jedná se o teorii zájmovou, teorii mocenskou, teorii organickou a teorii metody právního regulování. Tyto metody nejsou kontrátní, ani oddělené, ale navzájem se doplňují a navazují na sebe.
Rozdělení práva na veřejnou a soukromou část se ale nevyhnulo kritice. Z toho důvodu se objevily názory, které požadovaly doplnění rozdělení o „třetí právo“ (Otto von Gierke), kam by spadaly mezní obory jako např. pracovní právo. O nebezpečí prostého rozdělení soukromého a veřejného práva se zmiňovali i představitelé normativní školy (František Weyr a Hans Kelsen), kteří v případě dělení práva viděli nebezpečí v přiřknutí vyšší role jednomu z nich.
Problém při rozlišení soukromého a veřejného práva se může projevit i v praxi, např. jako kompetenční spor mezi soudy v občanském soudním řízení a soudy ve správním soudnictví. V České republice v případě sporu o to, zda předmět řízení má povahu soukromoprávní nebo veřejnoprávní, rozhoduje zvláštní senát zřízený zákonem č. 131/2002 Sb., o rozhodování některých kompetenčních sporů, v němž zasedají soudci Nejvyššího soudu i Nejvyššího správního soudu.

## Teorie zájmová
Teorie zájmová byla vyjádřena již římským právníkem Ulpiánem: „Publicum ius est, quod ad statum rei Romanae spectat, privatum quod ad singulorum utilitatem“ (Veřejné právo je to, které se týká římského státu, soukromé to, které se týká prospěchu jednotlivců). Podle zájmu přiřazoval právní normy nebo právní vztahy buď k právu soukromému nebo k právu veřejnému; šlo-li o veřejné zájmy nebo o obecní blaho, řídily se právem veřejným a naopak, zájmy soukromé se řídily normami práva soukromého. Problémem však bylo konkretizovat některé pojmy, např. obecné blaho.

## Teorie mocenská (subordinační)
Mocenská teorie rozlišuje veřejné a soukromé právo podle toho, zda účastníci právního poměru jsou k sobě navzájem ve vztahu nadřízenosti a podřízenosti (tedy subordinace) – v tomto případě se jedná o právo veřejné, nebo v rovném vztahu – v tomto případě se použije právo soukromé. Problémem je, že někteří autoři odmítají vztah nadřízenosti a podřízenosti v jakémkoliv právním poměru vůbec, dalším problémem je, že moderní veřejná správa zná veřejnoprávní vztahy založené na rovnosti účastníků (např. veřejnoprávní smlouvy).
Ústavní soud České republiky se ovšem ve svých nálezech k prolínání soukromého a veřejného práva přiklání právě k této teorii. (viz nález Ústavního soudu České republiky II.ÚS 75/93: „Veřejnou mocí se rozumí taková moc, která autoritativně rozhoduje o právech a povinnostech subjektů, ať již přímo, nebo zprostředkovaně. Subjekt o jehož právech a povinnostech rozhoduje orgán veřejné moci není v rovnoprávném postavení ... a obsah rozhodnutí tohoto orgánu nezávisí na vůli subjektu.“)
Rozdílný názor zastává Aleš Gerloch, který ve své knize Teorie práva uvádí, že "v současnosti je uplatňována zejména tzv. teorie organická..."

## Teorie organická
Neboli subjektová (Subjektstheorie) klade důraz na to, zda právní subjekt se ocitá v určitém právním vztahu z důvodů svého členství v některé veřejné korporaci (př. stát, obec, profesní komora) – v tomto případě jde o právo veřejné, či nikoliv – potom jde o právo soukromé.
Někdy se místo právního vztahu zdůrazňuje charakter právní normy. Zda pohlíží na subjekt jako na člena veřejnoprávní korporace či nikoliv.
V literatuře se setkáváme s modifikovanými organickými teoriemi. Mezi ně patří zejména nová teorie subjektů, označovaná také jako teorie zvláštního práva. Podle ní je právem obecným právo soukromé, které upravuje práva a povinnosti všech právních subjektů včetně nositelů veřejné moci. Právo veřejné je naproti tomu právem zvláštním, které je přiznáno pouze nositelům veřejné moci při výkonu jejich vrchnostenských pravomocí.

## Teorie metody právní regulace
Specifický způsob právního regulování, vyjadřující povahu a míru působení jednotlivých účastníků právního vztahu na vznik a rozvíjení tohoto vztahu, resp. vyjadřující povahu, míru účasti subjektů právního vztahu na formování jeho obsahu. Tato teorie je podobná teorii mocenské.

## Nové trendy v chápání soukromého a veřejného práva
Současná právní nauka vychází z teze, že veřejné a soukromé právo v moderní společnosti nejsou dva různé světy, v nichž by platila zcela a principiálně odlišná pravidla, nýbrž dvě sféry jednoho v podstatě jednotného a uceleného právního řádu. Vztah soukromého a veřejného práva chápe jako vztah obecného a zvláštního práva. Jinak řečeno, soukromé právo upravuje práva a povinnosti subjektů práv bez ohledu na jejich specifickou povahu z hlediska jejich role při výkonu veřejné moci (v tomto smyslu má v právu soukromém stát stejné postavení jako kterákoli jiná právnická či fyzická osoba); oproti tomu veřejnoprávní je taková podmnožina množiny všech právních vztahů, která je charakterizována tím, že v daném právním vztahu je alespoň jeden z jeho subjektů vykonavatelem veřejné moci. Teorie veřejného práva jako zvláštního práva k „obecnému“ právu soukromému pak je v praxi užitečná tím, že umožňuje subsidiárně použít i ve veřejném právu normy práva soukromého tam, kde veřejnoprávní úprava chybí či je kusá a kde nelze dospět k rozumnému závěru, že absence či kusost úpravy má svůj samostatný smysl a účel.